# Lista delle strisce giornaliere di Topolino
La Disney produsse storie a fumetti incentrate sul personaggio di Topolino nel formato a strisce che vennero pubblicate giornalmente, distribuite dal King Features Syndicate, sui quotidiani degli Stati Uniti d'America dal 13 gennaio 1930 al 15 gennaio 1990.
Inizialmente - e fino al 1955 - le strisce costituivano cicli di storie che possono essere raggruppati ciascuno sotto un proprio titolo. 
Dal 1990 al 1995 le strisce vennero prodotte e distribuite dal King Features alternando ristampe di strisce autoconclusive a storie di nuova realizzazione, che formavano brevi cicli inferiori al mese. 
Successivamente, e fino al 2003, vennero pubblicate solo ristampe di strisce autoconclusive alternate a brevi cicli di storie realizzate dal 1990 al 1995.

## Elenco delle strisce giornaliere pubblicate dal 1930 al 1975
| Data inizio       | Data fine         | Titolo italiano                                                     | Titolo originale                          | Strisce | Soggetto | Sceneggiatura | Matite                                                                                                  | Chine | Codice storia                |
| ----------------- | ----------------- | ------------------------------------------------------------------- | ----------------------------------------- | ------- | --- | --- | --- | --- | ---------------------------- |
| 13 gennaio 1930   | 31 marzo 1930     | Topolino nell'isola misteriosa                                      | Lost on a desert island                   | 67      | Walt Disney | Walt Disney | Ub Iwerks, Win Smith                                                                                    | Win Smith | YM 001                       |
| 1º aprile 1930    | 20 settembre 1930 | Topolino nella valle infernale                                      | Mickey Mouse in Death Valley              | 149     | Walt Disney, Floyd Gottfredson | Walt Disney, Floyd Gottfredson | Win Smith, Floyd Gottfredson, Hardie Gramatky?                                                          | Win Smith, Floyd Gottfredson, Hardie Gramatky, Roy Nelson?, Jack King, Hardie Gramatky                                      | YM 002                       |
| 22 settembre 1930 | 26 dicembre 1930  | Topolino e il bel gagà                                              | Mr. Slicker and the Egg Robbers           | 83      | Floyd Gottfredson | Floyd Gottfredson | Floyd Gottfredson                                                                                       | Floyd Gottfredson, Hardie Gramatky, Earl Duvall                                                                             | YM 003                       |
| 27 dicembre 1930  | 17 gennaio 1931   | strisce autoconclusive                                              | gag-a-day strips                          | 19      | Floyd Gottfredson | Floyd Gottfredson | Floyd Gottfredson, Earl Duvall                                                                          | Earl Duvall | YM 004A YM 004B YM 004C      |
| 19 gennaio 1931   | 25 febbraio 1931  | Topolino in guerra col Gatto Nip                                    | Mickey Mouse Vs. Kat Nipp                 | 33      | Floyd Gottfredson | Floyd Gottfredson | Floyd Gottfredson, Earl Duvall                                                                          | Earl Duvall | YM 005                       |
| 26 febbraio 1931  | 29 aprile 1931    | Topolino vince Spaccafuoco                                          | Boxing Champion                           | 54      | Floyd Gottfredson | Floyd Gottfredson | Floyd Gottfredson                                                                                       | Earl Duvall, Al Taliaferro                                                                                                  | YM 006                       |
| 30 aprile 1931    | 29 maggio 1931    | Topolino nell'alta società                                          | High Society                              | 26      | Floyd Gottfredson | Floyd Gottfredson | Floyd Gottfredson                                                                                       | Al Taliaferro | YM 007                       |
| 30 maggio 1931    | 7 luglio 1931     | Topolino domatore e saltimbanco                                     | Circus Roustabout                         | 33      | Floyd Gottfredson | Floyd Gottfredson | Floyd Gottfredson                                                                                       | Al Taliaferro | YM 008                       |
| 8 luglio 1931     | 18 luglio 1931    | Topolino e Pluto                                                    | Pluto the Pup                             | 10      | Floyd Gottfredson | Floyd Gottfredson | Floyd Gottfredson                                                                                       | Al Taliaferro | YM 009                       |
| 20 luglio 1931    | 7 novembre 1931   | Topolino e gli zingari                                              | Mickey Mouse and the Gypsies              | 96      | Floyd Gottfredson | Floyd Gottfredson | Floyd Gottfredson                                                                                       | Al Taliaferro | YM 010                       |
| 9 novembre 1931   | 30 novembre 1931  | Topolino pompiere                                                   | Fireman Mickey                            | 19      | Floyd Gottfredson | Floyd Gottfredson | Floyd Gottfredson                                                                                       | Al Taliaferro | YM 011                       |
| 1º dicembre 1931  | 9 gennaio 1932    | Topolino e la pensione di Clarabella                                | Clarabelle's Boarding House               | 35      | Floyd Gottfredson | Floyd Gottfredson | Floyd Gottfredson                                                                                       | Al Taliaferro | YM 012                       |
| 11 gennaio 1932   | 14 maggio 1932    | Topolino e i due ladri                                              | The Great Orphanage Robbery               | 108     | Floyd Gottfredson | Floyd Gottfredson | Floyd Gottfredson                                                                                       | Al Taliaferro | YM 013                       |
| 16 maggio 1932    | 11 novembre 1932  | Topolino e i pirati                                                 | Mickey Mouse Sails for Treasure Island    | 155     | Floyd Gottfredson | Floyd Gottfredson | Floyd Gottfredson                                                                                       | Al Taliaferro | YM 014                       |
| 12 novembre 1932  | 10 febbraio 1933  | Topolino e Orazio nel castello incantato                            | Blaggard Castle                           | 78      | Floyd Gottfredson | Webb Smith | Floyd Gottfredson                                                                                       | Al Taliaferro, Ted Thwaites                                                                                                 | YM 015                       |
| 11 febbraio 1933  | 25 febbraio 1933  | Topolino e le disavventure di Pluto                                 | Pluto and the Dogcatcher                  | 13      | Floyd Gottfredson | Ted Osborne | Floyd Gottfredson                                                                                       | Ted Thwaites | YM 016                       |
| 27 febbraio 1933  | 10 giugno 1933    | Le prodezze di Topolino aviatore                                    | The Mail Pilot                            | 90      | Floyd Gottfredson | Ted Osborne | Floyd Gottfredson                                                                                       | Ted Thwaites | YM 017                       |
| 12 giugno 1933    | 7 ottobre 1933    | Topolino e Piedidolci cavallo da corsa                              | His Horse Tanglefoot                      | 102     | Floyd Gottfredson | Ted Osborne | Floyd Gottfredson                                                                                       | Ted Thwaites | YM 018                       |
| 9 ottobre 1933    | 9 gennaio 1934    | Topolino poliziotto e Pippo suo aiutante                            | The Crazy Crime Wave                      | 80      | Floyd Gottfredson | Merrill De Maris | Floyd Gottfredson                                                                                       | Ted Thwaites | YM 019                       |
| 10 gennaio 1934   | 17 aprile 1934    | Topolino contro il pirata e contrabbandiere Gambadilegno            | The Captive Castaways                     | 84      | Floyd Gottfredson | Merrill De Maris | Floyd Gottfredson                                                                                       | Ted Thwaites | YM 020                       |
| 18 aprile 1934    | 28 aprile 1934    | Topolino e il rivale di Pluto                                       | Pluto's Rival                             | 10      | Floyd Gottfredson | Ted Osborne | Floyd Gottfredson                                                                                       | Ted Thwaites | YM 021                       |
| 30 aprile 1934    | 28 luglio 1934    | Topolino e il bandito Pipistrello                                   | The Bat Bandit of Inferno Gulch           | 78      | Floyd Gottfredson | Ted Osborne | Floyd Gottfredson                                                                                       | Ted Thwaites | YM 022                       |
| 30 luglio 1934    | 13 ottobre 1934   | Topolino e l'elefante                                               | Bobo the Elephant                         | 66      | Floyd Gottfredson | Ted Osborne | Floyd Gottfredson                                                                                       | Ted Thwaites | YM 023                       |
| 15 ottobre 1934   | 29 dicembre 1934  | Topolino nel paese dei Califfi                                      | The Sacred Jewel                          | 66      | Floyd Gottfredson | Ted Osborne | Floyd Gottfredson                                                                                       | Ted Thwaites | YM 024                       |
| 31 dicembre 1934  | 2 marzo 1935      | Topolino e Pluto corridore                                          | Pluto the Racer                           | 54      | Floyd Gottfredson | Ted Osborne | Floyd Gottfredson                                                                                       | Ted Thwaites | YM 025                       |
| 4 marzo 1935      | 1º giugno 1935    | Topolino giornalista                                                | Editor-in-Grief                           | 78      | Floyd Gottfredson | Ted Osborne | Floyd Gottfredson                                                                                       | Ted Thwaites | YM 026                       |
| 3 giugno 1935     | 28 settembre 1935 | Topolino e il tesoro di Clarabella                                  | Race for Riches                           | 102     | Floyd Gottfredson | Ted Osborne | Floyd Gottfredson                                                                                       | Ted Thwaites | YM 027                       |
| 30 settembre 1935 | 4 gennaio 1936    | Topolino e il misterioso "S" / Topolino e il pirata Orango          | The Pirate Submarine                      | 84      | Floyd Gottfredson | Ted Osborne | Floyd Gottfredson                                                                                       | Ted Thwaites | YM 028                       |
| 6 gennaio 1936    | 21 marzo 1936     | Topolino e lo struzzo Oscar                                         | Oscar the Ostrich                         | 66      | Floyd Gottfredson | Ted Osborne | Floyd Gottfredson                                                                                       | Ted Thwaites | YM 029                       |
| 23 marzo 1936     | 8 agosto 1936     | Topolino agente della polizia segreta                               | Mickey Mouse Joins the Foreign Legion     | 120     | Floyd Gottfredson | Ted Osborne | Floyd Gottfredson                                                                                       | Ted Thwaites | YM 030                       |
| 10 agosto 1936    | 28 novembre 1936  | Topolino nella casa dei fantasmi                                    | The Seven Ghosts                          | 96      | Floyd Gottfredson | Ted Osborne | Floyd Gottfredson                                                                                       | Ted Thwaites | YM 031                       |
| 30 novembre 1936  | 3 aprile 1937     | Topolino e il mistero dell'uomo nuvola                              | Island in the Sky                         | 108     | Floyd Gottfredson | Ted Osborne | Floyd Gottfredson                                                                                       | Ted Thwaites | YM 032                       |
| 5 aprile 1937     | 7 agosto 1937     | Topolino e il gorilla Spettro                                       | In Search of Jungle Treasure              | 108     | Floyd Gottfredson | Ted Osborne | Floyd Gottfredson                                                                                       | Ted Thwaites | YM 033                       |
| 9 agosto 1937     | 5 febbraio 1938   | Topolino sosia di Re Sorcio                                         | Monarch of Medioka                        | 156     | Floyd Gottfredson | Ted Osborne | Floyd Gottfredson                                                                                       | Al Taliaferro, Ted Thwaites                                                                                                 | YM 034                       |
| 7 febbraio 1938   | 6 luglio 1938     | Topolino e il mostro bianco / Topolino cacciatore di balene         | Mighty Whale Hunter                       | 129     | Floyd Gottfredson | Merrill De Maris | Floyd Gottfredson                                                                                       | Ted Thwaites, Bill Wright                                                                                                   | YM 035                       |
| 7 luglio 1938     | 10 dicembre 1938  | Topolino e la banda dei piombatori                                  | The Plumber's Helper                      | 135     | Floyd Gottfredson | Merrill De Maris | Floyd Gottfredson                                                                                       | Ted Thwaites, Bill Wright                                                                                                   | YM 036                       |
| 12 dicembre 1938  | 13 aprile 1939    | Topolino e Robinson Crusoe                                          | Mickey Mouse Meets Robinson Crusoe        | 106     | Floyd Gottfredson | Merrill De Maris | Floyd Gottfredson                                                                                       | Ted Thwaites, Bill Wright                                                                                                   | YM 037                       |
| 14 aprile 1939    | 19 maggio 1939    | Pipposcampagnate / Topolino al campeggio                            | Unhappy Campers                           | 31      | Floyd Gottfredson, Merrill De Maris                                                                                               | Merrill De Maris | Floyd Gottfredson, Ross Wetzel                                                                          | Ted Thwaites, Bill Wright                                                                                                   | YM 038                       |
| 20 maggio 1939    | 9 settembre 1939  | Topolino e il mistero di Macchia Nera                               | Mickey Mouse Outwits the Phantom Blot     | 97      | Floyd Gottfredson | Merrill De Maris | Floyd Gottfredson                                                                                       | Ted Thwaites, Bill Wright                                                                                                   | YM 039                       |
| 11 settembre 1939 | 13 gennaio 1940   | Topolino e la lampada di Aladino                                    | The Miracle Master                        | 108     | Floyd Gottfredson | Merrill De Maris | Floyd Gottfredson                                                                                       | Ted Thwaites, Bill Wright                                                                                                   | YM 040                       |
| 15 gennaio 1940   | 20 aprile 1940    | Topolino e il selvaggio Giovedì                                     | An Education for Thursday                 | 84      | Floyd Gottfredson | Merrill De Maris | Floyd Gottfredson                                                                                       | Ted Thwaites, Bill Wright                                                                                                   | YM 041                       |
| 22 aprile 1940    | 17 agosto 1940    | Topolino e la barriera invisibile                                   | The Bar None Ranch                        | 102     | Floyd Gottfredson | Merrill De Maris | Floyd Gottfredson, Manuel Gonzales                                                                      | Ted Thwaites, Bill Wright                                                                                                   | YM 042                       |
| 19 agosto 1940    | 21 dicembre 1940  | Topolino e i topi d'albergo                                         | Bellhop Detective                         | 108     | Floyd Gottfredson | Merrill De Maris | Floyd Gottfredson                                                                                       | Ted Thwaites, Bill Wright                                                                                                   | YM 043                       |
| 23 dicembre 1940  | 12 aprile 1941    | Topolino all'età della pietra                                       | Land of Long Ago                          | 96      | Floyd Gottfredson | Merrill De Maris | Floyd Gottfredson                                                                                       | Bill Wright | YM 044                       |
| 14 aprile 1941    | 5 luglio 1941     | Topolino e l'illusionista                                           | Love Trouble                              | 72      | Floyd Gottfredson | Merrill De Maris | Floyd Gottfredson                                                                                       | Bill Wright | YM 045                       |
| 7 luglio 1941     | 4 ottobre 1941    | Topolino agente di pubblicità                                       | Super Salesman                            | 78      | Floyd Gottfredson | Merrill De Maris | Floyd Gottfredson                                                                                       | Bill Wright | YM 046                       |
| 6 ottobre 1941    | 17 gennaio 1942   | Topolino e il boscaiolo                                             | The Mystery at Hidden River               | 90      | Floyd Gottfredson | Merrill De Maris | Floyd Gottfredson                                                                                       | Bill Wright | YM 047                       |
| 19 gennaio 1942   | 2 maggio 1942     | Topolino e il mistero delle collane                                 | The Jewel Robbery                         | 90      | Floyd Gottfredson | Merrill De Maris | Floyd Gottfredson                                                                                       | Bill Wright | YM 048                       |
| 4 maggio 1942     | 15 agosto 1942    | Pippo e la bella Lea / Topolino e Lea, leonessa buffa               | Goofy and Agnes                           | YM 049  | Floyd Gottfredson | Merrill De Maris | Floyd Gottfredson                                                                                       | Bill Wright | 90                           |
| 17 agosto 1942    | 21 novembre 1942  | Topolino e il misterioso corvo                                      | The Black Crow Mystery                    | 84      | Floyd Gottfredson | Merrill De Maris | Floyd Gottfredson                                                                                       | Bill Wright | YM 050                       |
| 23 novembre 1942  | 29 maggio 1943    | strisce autoconclusive                                              | gag-a-day strips                          | 162     | Floyd Gottfredson | Bob Karp, Dick Shaw | Floyd Gottfredson, Bill Wright                                                                          | Bill Wright, Dick Moores | Da YM 051 a YM 43-05-29      |
| 31 maggio 1943    | 26 giugno 1943    | Topolino e la vacanza incivile                                      | Mickey Mouse's Wild Holiday               | 24      | Floyd Gottfredson | Dick Shaw | Floyd Gottfredson                                                                                       | Dick Moores | YM 055                       |
| 28 giugno 1943    | 17 luglio 1943    | Un'avventura di Topolino nella Seconda Guerra Mondiale              | The Nazi Submarine                        | 18      | Bill Walsh | Bill Walsh | Floyd Gottfredson                                                                                       | Dick Moores | YM 056                       |
| 19 luglio 1943    | 23 ottobre 1943   | Topolino nella Seconda Guerra Mondiale                              | Mickey Mouse on a Secret Mission          | 84      | Bill Walsh | Bill Walsh | Floyd Gottfredson                                                                                       | Dick Moores | YM 057                       |
| 25 ottobre 1943   | 5 febbraio 1944   | Topolino e la cassetta elettronica                                  | The 'Lectro Box                           | 90      | Bill Walsh | Bill Walsh | Floyd Gottfredson                                                                                       | Dick Moores | YM 058                       |
| 7 febbraio 1944   | 19 febbraio 1944  | Pluto eroe                                                          | Pluto the Spy Catcher                     | 12      | Bill Walsh | Bill Walsh | Floyd Gottfredson                                                                                       | Dick Moores | YM 059                       |
| 21 febbraio 1944  | 11 marzo 1944     | strisce autoconclusive                                              | gag-a-day strips                          | 18      | Bill Walsh | Bill Walsh | Floyd Gottfredson                                                                                       | Dick Moores | Da YM 44-02-21 a YM 44-03-11 |
| 13 marzo 1944     | 15 aprile 1944    | Topolino e gli orfani di guerra                                     | The War Orphans                           | 30      | Bill Walsh | Bill Walsh | Floyd Gottfredson                                                                                       | Dick Moores | YM 061                       |
| 17 aprile 1944    | 15 luglio 1944    | Topolino nell'isola della morte                                     | The Isle of Death                         | 78      | Bill Walsh | Bill Walsh | Floyd Gottfredson                                                                                       | Dick Moores | YM 062                       |
| 17 luglio 1944    | 29 luglio 1944    | strisce autoconclusive                                              | gag-a-day strips                          | 12      | Bill Walsh | Bill Walsh | Floyd Gottfredson                                                                                       | Dick Moores | Da YM 44-07-17 a YM 44-07-29 |
| 31 luglio 1944    | 11 novembre 1944  | Topolino e le meraviglie del domani                                 | The World of Tomorrow                     | 90      | Bill Walsh | Bill Walsh | Floyd Gottfredson                                                                                       | Dick Moores | YM 064                       |
| 13 novembre 1944  | 27 gennaio 1945   | Topolino e la casa misteriosa                                       | The House of Mystery                      | 66      | Bill Walsh | Bill Walsh | Floyd Gottfredson, Paul Murry, George Waiss, Dick Moores                                                | Dick Moores | YM 065                       |
| 29 gennaio 1945   | 3 marzo 1945      | strisce autoconclusive                                              | gag-a-day strips                          | 30      | Bill Walsh | Bill Walsh | Floyd Gottfredson, Paul Murry, George Waiss                                                             | Dick Moores | Da YM 45-01-29 a YM 45-03-03 |
| 5 marzo 1945      | 16 giugno 1945    | Topolino e Billy il topo                                            | Billy the Mouse                           | 90      | Bill Walsh | Bill Walsh | Floyd Gottfredson                                                                                       | Dick Moores | YM 067                       |
| 18 giugno 1945    | 23 febbraio 1946  | strisce autoconclusive                                              | gag-a-day strips                          | 216     | Bill Walsh | Bill Walsh | Floyd Gottfredson, Paul Murry, Manuel Gonzales                                                          | Dick Moores, Bill Wright | Da YM 45-06-18 a YM 46-02-23 |
| 25 febbraio 1946  | 2 marzo 1946      | Topolino e il bisnonno Albemarle                                    | Mickey's Great-grandfather                | 6       | Bill Walsh | Bill Walsh | Manuel Gonzales, George Waiss                                                                           | Bill Wright, George Waiss                                                                                                   | YM 069                       |
| 4 marzo 1946      | 9 marzo 1946      | Topolino e i restauri                                               | Home Made Home                            | 6       | Bill Walsh | Bill Walsh | Paul Murry                                                                                              | Bill Wright | YM 070                       |
| 11 marzo 1946     | 23 marzo 1946     | Topolino e la gelosia                                               | The New Girlfriend                        | 12      | Bill Walsh | Bill Walsh | Manuel Gonzales, Paul Murry, Bill Wright                                                                | Bill Wright | YM 071                       |
| 25 marzo 1946     | 13 aprile 1946    | Topolino aviatore                                                   | Mickey's Mini-plane                       | 18      | Bill Walsh | Bill Walsh | Bill Wright, Manuel Gonzales, Paul Murry, Floyd Gottfredson                                             | Bill Wright | YM 072                       |
| 15 aprile 1946    | 4 maggio 1946     | Topolino e gli spettri                                              | The Mystery Next Door                     | 18      | Bill Walsh | Bill Walsh | Floyd Gottfredson, Manuel Gonzales                                                                      | Bill Wright | YM 073                       |
| 6 maggio 1946     | 18 maggio 1946    | Topolino poligangster                                               | Mickey Mouse in Gangland                  | 12      | Bill Walsh | Bill Walsh | Floyd Gottfredson                                                                                       | Bill Wright | YM 074                       |
| 20 maggio 1946    | 1º giugno 1946    | Topolino e il tesoro sommerso                                       | Sunken Treasure                           | 12      | Bill Walsh | Bill Walsh | Floyd Gottfredson                                                                                       | Bill Wright | YM 075                       |
| 3 giugno 1946     | 15 giugno 1946    | Topolino e la vacanza all'aperto                                    | Trailer Trouble                           | 12      | Bill Walsh | Bill Walsh | Floyd Gottfredson                                                                                       | Bill Wright | YM 076                       |
| 17 giugno 1946    | 29 giugno 1946    | Topolino e zia Marisa / Pippo divina creatura                       | Aunt Marissa                              | 12      | Bill Walsh | Bill Walsh | Floyd Gottfredson                                                                                       | Bill Wright | YM 077                       |
| 1º luglio 1946    | 13 luglio 1946    | Topolino politicante / Topolino e la vita pubblica                  | The Candidate                             | 12      | Bill Walsh | Bill Walsh | Floyd Gottfredson                                                                                       | Bill Wright | YM 078                       |
| 15 luglio 1946    | 27 luglio 1946    | Topolino e il bimbo prodigio                                        | Mickey Mouse and the little genius        | 12      | Bill Walsh | Bill Walsh | Floyd Gottfredson                                                                                       | Bill Wright | YM 079                       |
| 29 luglio 1946    | 10 agosto 1946    | Topolino e il fuoribordo                                            | Goofy's Boat Race                         | 12      | Bill Walsh | Bill Walsh | Floyd Gottfredson                                                                                       | Bill Wright | YM 080                       |
| 12 agosto 1946    | 24 agosto 1946    | Topolino e le delizie della gloria                                  | Mickey Mouse and the Goofy crooner        | 12      | Bill Walsh | Bill Walsh | Floyd Gottfredson                                                                                       | Bill Wright | YM 081                       |
| 26 agosto 1946    | 7 settembre 1946  | Topolino sfrattato / Topolino e gli uscieri                         | Mickey Mouse in 'Eviction'                | 12      | Bill Walsh | Bill Walsh | Floyd Gottfredson                                                                                       | Bill Wright | YM 082                       |
| 9 settembre 1946  | 21 settembre 1946 | Topolino nella Luna                                                 | Mickey Mouse and Goofy's rocket           | 12      | Bill Walsh | Bill Walsh | Floyd Gottfredson                                                                                       | Bill Wright | YM 083                       |
| 23 settembre 1946 | 5 ottobre 1946    | Topolino e il leone                                                 | Mickey's menagerie                        | 12      | Bill Walsh | Bill Walsh | Floyd Gottfredson                                                                                       | Bill Wright | YM 084                       |
| 7 ottobre 1946    | 19 ottobre 1946   | Topolino e il singhiozzo                                            | Mickey Mouse and the cure for hiccups     | 12      | Bill Walsh | Bill Walsh | Floyd Gottfredson                                                                                       | Bill Wright | YM 085                       |
| 21 ottobre 1946   | 2 novembre 1946   | Topolino e il tacchino / Topolino e il pranzo di Natale             | Mickey Mouse in 'Thanksgiving dinner'     | 12      | Bill Walsh | Bill Walsh | Floyd Gottfredson                                                                                       | Bill Wright | YM 086                       |
| 4 novembre 1946   | 16 novembre 1946  | Topolino e l'agenzia investigativa di Orazio                        | Mickey Mouse in the search for Geeko      | 12      | Bill Walsh | Bill Walsh | Floyd Gottfredson                                                                                       | Bill Wright | YM 087                       |
| 18 novembre 1946  | 30 novembre 1946  | Topolino e il cane parlante                                         | Mickey Mouse and the talking dog          | 12      | Bill Walsh | Bill Walsh | Floyd Gottfredson                                                                                       | Bill Wright | YM 088                       |
| 2 dicembre 1946   | 14 dicembre 1946  | Topolino nel Grande Nord                                            | Mickey Mouse in 'Arctic adventure'        | 12      | Bill Walsh | Bill Walsh | Floyd Gottfredson                                                                                       | Bill Wright | YM 089                       |
| 16 dicembre 1946  | 28 dicembre 1946  | Topolino e il nipote scomparso / Topolino bambinaia                 | Mickey Mouse and Morty's escapade         | 12      | Bill Walsh | Bill Walsh | Floyd Gottfredson                                                                                       | Bill Wright | YM 090                       |
| 30 dicembre 1946  | 11 gennaio 1947   | Topolino e il gatto infernale                                       | Mickey Mouse and the fiendish cat         | 12      | Bill Walsh | Bill Walsh | Floyd Gottfredson                                                                                       | Bill Wright | YM 091                       |
| 13 gennaio 1947   | 25 gennaio 1947   | Topolino ispettore scolastico                                       | Truant officer Mickey                     | 12      | Bill Walsh | Bill Walsh | Floyd Gottfredson                                                                                       | Bill Wright | YM 092                       |
| 27 gennaio 1947   | 8 febbraio 1947   | Topolino e l'eredità di Pippo / Pippo: stupido o saggio?            | Mickey Mouse and Goofy's inheritance      | 12      | Bill Walsh | Bill Walsh | Floyd Gottfredson                                                                                       | Bill Wright | YM 093                       |
| 10 febbraio 1947  | 22 febbraio 1947  | Topolino e la concertista / L'amico di Minni                        | Mickey the icky                           | 12      | Bill Walsh | Bill Walsh | Floyd Gottfredson                                                                                       | Bill Wright | YM 094                       |
| 24 febbraio 1947  | 8 marzo 1947      | Topolino e la schizofrenia di Pluto / L'amnesia di Pluto            | Mickey Mouse and Pluto's amnesia          | 12      | Bill Walsh | Bill Walsh | Floyd Gottfredson                                                                                       | Floyd Gottfredson | YM 095                       |
| 10 marzo 1947     | 22 marzo 1947     | Topolino e l'onestà di Gambadilegno                                 | Mickey Mouse in 'Peg Leg reforms'         | 12      | Bill Walsh | Bill Walsh | Floyd Gottfredson                                                                                       | Floyd Gottfredson | YM 096                       |
| 24 marzo 1947     | 5 aprile 1947     | Topolino e Pippo cineasti                                           | Mickey Mouse in 'Home movies'             | 12      | Bill Walsh | Bill Walsh | Floyd Gottfredson                                                                                       | Floyd Gottfredson | YM 097                       |
| 7 aprile 1947     | 19 aprile 1947    | Topolino e Pippo fotografi                                          | Shutterbug Mickey                         | 12      | Bill Walsh | Bill Walsh | Floyd Gottfredson                                                                                       | Floyd Gottfredson | YM 098                       |
| 21 aprile 1947    | 3 maggio 1947     | Topolino e il boxeur                                                | Mickey Mouse and the boxer                | 12      | Bill Walsh | Bill Walsh | Floyd Gottfredson                                                                                       | Floyd Gottfredson | YM 099                       |
| 5 maggio 1947     | 17 maggio 1947    | Topolino e il pippofiore                                            | Mickey's strange flower                   | 12      | Bill Walsh | Bill Walsh | Floyd Gottfredson                                                                                       | Floyd Gottfredson | YM 100                       |
| 19 maggio 1947    | 31 maggio 1947    | Topolino e la formula quattro                                       | Mickey Mouse and the midget racer         | 12      | Bill Walsh | Bill Walsh | Floyd Gottfredson                                                                                       | Floyd Gottfredson | YM 101                       |
| 2 giugno 1947     | 14 giugno 1947    | Topolino e gli animali domestici                                    | Mickey Mouse and Clarabelle's pet shop    | 12      | Bill Walsh | Bill Walsh | Floyd Gottfredson                                                                                       | Floyd Gottfredson | YM 102                       |
| 16 giugno 1947    | 28 giugno 1947    | Topolino e l'elicottero                                             | Mickey's helicopter                       | 12      | Bill Walsh | Bill Walsh | Floyd Gottfredson                                                                                       | Floyd Gottfredson | YM 103                       |
| 30 giugno 1947    | 12 luglio 1947    | Topolino e il processo di Pluto                                     | Mickey Mouse and Pluto's trial            | 12      | Bill Walsh | Bill Walsh | Floyd Gottfredson                                                                                       | Floyd Gottfredson | YM 104                       |
| 14 luglio 1947    | 26 luglio 1947    | Topolino e lo strano vicino / Topolino e gli spettri                | Mickey Mouse and the spook specialist     | 12      | Bill Walsh | Bill Walsh | Floyd Gottfredson                                                                                       | Floyd Gottfredson | YM 105                       |
| 28 luglio 1947    | 9 agosto 1947     | Topolino e la musica infernale / Topolino e le delizie della gloria | Mickey Mouse writes the song              | 12      | Bill Walsh | Bill Walsh | Floyd Gottfredson                                                                                       | Floyd Gottfredson | YM 106                       |
| 11 agosto 1947    | 23 agosto 1947    | Topolino e l'esaurimento nervoso                                    | Mickey Mouse and Horace's nerves          | 12      | Bill Walsh | Bill Walsh | Floyd Gottfredson                                                                                       | Floyd Gottfredson | YM 107                       |
| 25 agosto 1947    | 6 settembre 1947  | Topolino tra i grattacieli                                          | Mickey Mouse and the skyscraper adventure | 12      | Bill Walsh | Bill Walsh | Floyd Gottfredson                                                                                       | Floyd Gottfredson | YM 108                       |
| 8 settembre 1947  | 20 settembre 1947 | Topolino babysitter / Topolino bambinaia                            | Mickey Mouse and the foundling            | 12      | Bill Walsh | Bill Walsh | Floyd Gottfredson                                                                                       | Floyd Gottfredson | YM 109                       |
| 22 settembre 1947 | 27 dicembre 1947  | Topolino e Eta Beta, l'uomo del 2000                                | Mickey Mouse and the man of tomorrow      | 84      | Bill Walsh | Bill Walsh | Floyd Gottfredson                                                                                       | Floyd Gottfredson | YM 110                       |
| 29 dicembre 1947  | 7 febbraio 1948   | Topolino ed Eta Beta l'indovino                                     | Mickey makes a killing                    | 36      | Bill Walsh | Bill Walsh | Floyd Gottfredson                                                                                       | Floyd Gottfredson | YM 111                       |
| 9 febbraio 1948   | 28 febbraio 1948  | Topolino e i poteri di Eta Beta                                     | Pflip the Thnuckle-booh                   | 18      | Bill Walsh | Bill Walsh | Floyd Gottfredson                                                                                       | Floyd Gottfredson | YM 112                       |
| 1º marzo 1948     | 3 aprile 1948     | Topolino, Eta Beta e lo scassinatore fantasma                       | The Santa Claus Bandit                    | 30      | Bill Walsh | Bill Walsh | Floyd Gottfredson                                                                                       | Floyd Gottfredson | YM 113                       |
| 5 aprile 1948     | 29 aprile 1948    | Topolino e la crisi di Eta Beta                                     | The Kumquat Question                      | 22      | Bill Walsh | Bill Walsh | Floyd Gottfredson                                                                                       | Floyd Gottfredson | YM 114                       |
| 30 aprile 1948    | 3 luglio 1948     | Topolino, Eta Beta e l'atombrello                                   | The Atombrella and the Rhyming Man        | 56      | Bill Walsh | Bill Walsh | Floyd Gottfredson                                                                                       | Floyd Gottfredson | YM 115                       |
| 5 luglio 1948     | 9 ottobre 1948    | Topolino, Eta Beta e la Spia Poeta                                  | The Atombrella and the Rhyming Man        | 84      | Bill Walsh | Bill Walsh | Floyd Gottfredson                                                                                       | Floyd Gottfredson | YM 115                       |
| 11 ottobre 1948   | 25 dicembre 1948  | Topolino e il processo di Eta Beta                                  | An education for Eega Beeva               | 66      | Bill Walsh | Bill Walsh | Floyd Gottfredson                                                                                       | Floyd Gottfredson | YM 116                       |
| 17 dicembre 1948  | 5 marzo 1949      | Topolino e lo strano potere di Flip                                 | Pflip's strange power                     | 60      | Bill Walsh | Bill Walsh | Floyd Gottfredson                                                                                       | Floyd Gottfredson | YM 117                       |
| 7 marzo 1949      | 6 agosto 1949     | Topolino ed Eta Beta nel Pianeta Minorenne                          | Be-junior and the Aints                   | 132     | Bill Walsh | Bill Walsh | Floyd Gottfredson                                                                                       | Floyd Gottfredson | YM 118                       |
| 8 agosto 1949     | 22 ottobre 1949   | Topolino ed Eta Beta nel Texas                                      | Itching Gulch                             | 66      | Bill Walsh | Bill Walsh | Floyd Gottfredson                                                                                       | Floyd Gottfredson | YM 119                       |
| 24 ottobre 1949   | 28 gennaio 1950   | Topolino e la banda della morte                                     | The Syndicate of Crime                    | 84      | Bill Walsh | Bill Walsh | Floyd Gottfredson                                                                                       | Floyd Gottfredson | YM 120                       |
| 30 gennaio 1950   | 8 luglio 1950     | Topolino, Eta Beta e il tesoro di Moook                             | The Moook Treasure                        | 138     | Bill Walsh | Bill Walsh | Floyd Gottfredson                                                                                       | Floyd Gottfredson | YM 121                       |
| 10 luglio 1950    | 30 settembre 1950 | Topolino buffone del re                                             | Mickey Mouse in Mousepotamia              | 72      | Bill Walsh | Bill Walsh | Floyd Gottfredson                                                                                       | Floyd Gottfredson, Bill Wright                                                                                              | YM 122                       |
| 2 ottobre 1950    | 30 dicembre 1950  | Topolino e la città subacquea                                       | Land Beneath the Sea                      | 78      | Bill Walsh | Bill Walsh | Floyd Gottfredson                                                                                       | Floyd Gottfredson, Bill Wright                                                                                              | YM 123                       |
| 1º gennaio 1951   | 24 marzo 1951     | Topolino e la mosca Zeta-Zeta                                       | The Tzig-tzag Fever                       | 72      | Bill Walsh | Bill Walsh | Floyd Gottfredson                                                                                       | Floyd Gottfredson | YM 124                       |
| 26 marzo 1951     | 23 giugno 1951    | Topolino e Pippo a Hollywood / Topolino fra le stelle               | Dry Gulch Goofy                           | 78      | Bill Walsh | Bill Walsh | Floyd Gottfredson                                                                                       | Floyd Gottfredson | YM 125                       |
| 25 giugno 1951    | 20 ottobre 1951   | Topolino e lo spettro fallito                                       | The Ghost of Black Brian                  | 102     | Bill Walsh | Bill Walsh | Floyd Gottfredson                                                                                       | Floyd Gottfredson | YM 126                       |
| 22 ottobre 1951   | 22 gennaio 1952   | Topolino e la macchina Toc Toc                                      | Uncle Wombat's Tock Tock Time Machine     | 80      | Bill Walsh | Bill Walsh | Floyd Gottfredson                                                                                       | Floyd Gottfredson | YM 127                       |
| 23 gennaio 1952   | 19 aprile 1952    | Topolino e l'anello di Re Mida                                      | The Midas Ring                            | 76      | Bill Walsh | Bill Walsh | Floyd Gottfredson                                                                                       | Floyd Gottfredson | YM 128                       |
| 21 aprile 1952    | 2 ottobre 1952    | Topolino e l'isola Neraperla                                        | The Isle of Moola-la                      | 142     | Bill Walsh | Bill Walsh | Floyd Gottfredson                                                                                       | Floyd Gottfredson | YM 129                       |
| 3 ottobre 1952    | 28 febbraio 1953  | Topolino e il deserto del nulla                                     | Hoosat from another planet                | 129     | Bill Walsh | Bill Walsh | Floyd Gottfredson                                                                                       | Floyd Gottfredson | YM 130                       |
| 2 marzo 1953      | 20 giugno 1953    | Topolino contro Topolino                                            | Mickey's Dangerous Double                 | 96      | Bill Walsh | Bill Walsh | Floyd Gottfredson                                                                                       | Floyd Gottfredson | YM 131                       |
| 22 giugno 1953    | 28 ottobre 1953   | Topolino e la scarpa magica                                         | The Magic Shoe                            | 111     | Bill Walsh | Bill Walsh | Floyd Gottfredson, Bill Wright                                                                          | Floyd Gottfredson, Bill Wright, Dick Moores                                                                                 | YM 132                       |
| 29 ottobre 1953   | 1º febbraio 1954  | Topolino e il gorilla Cirillo                                       | Mickey takes Umbrage                      | 82      | Bill Walsh | Bill Walsh | Floyd Gottfredson                                                                                       | Floyd Gottfredson, Bill Wright                                                                                              | YM 133                       |
| 2 febbraio 1954   | 15 maggio 1954    | Topolino e il terraplano                                            | A Fatal Occupation                        | 89      | Bill Walsh | Bill Walsh | Floyd Gottfredson                                                                                       | Floyd Gottfredson | YM 134                       |
| 17 maggio 1954    | 14 settembre 1954 | Topolino e l'orfanello riformato                                    | The Kid Gang                              | 104     | Bill Walsh | Bill Walsh | Floyd Gottfredson                                                                                       | Floyd Gottfredson | YM 135                       |
| 15 settembre 1954 | 1º gennaio 1955   | Topolino e lo zio in ozio                                           | Uncle Gudger                              | 94      | Bill Walsh | Bill Walsh | Floyd Gottfredson                                                                                       | Floyd Gottfredson | YM 136                       |
| 3 gennaio 1955    | 21 maggio 1955    | Topolino e Pippo cervello del secolo / Topolino e Pippo cosmico     | Mickey Mouse and Dr. X                    | 120     | Bill Walsh | Bill Walsh | Floyd Gottfredson                                                                                       | Floyd Gottfredson | YM 137                       |
| 23 maggio 1955    | 25 giugno 1955    | Topolino e Pluto innamorato                                         | Pluto in Love Trouble                     | 30      | Bill Walsh | Bill Walsh | Floyd Gottfredson                                                                                       | Floyd Gottfredson, Manuel Gonzales?                                                                                         | YM 138                       |
| 27 giugno 1955    | 4 ottobre 1955    | Topolino e il piccolo Davy Crockett                                 | Li'l Davy                                 | 86      | Bill Walsh | Bill Walsh | Floyd Gottfredson                                                                                       | Floyd Gottfredson | YM 139                       |
| 5 ottobre 1955    | 15 novembre 1975  | strisce autoconclusive                                              | gag-a-day strips                          | 6298    | Bill Walsh (fino al 17 marzo 1962), Roy Williams (dal 19 marzo 1962 fino al 28 dicembre 1968), Del Connell (dal 30 dicembre 1968) | Bill Walsh (fino al 17 marzo 1962), Roy Williams (dal 19 marzo 1962 fino al 28 dicembre 1968), Del Connell (dal 30 dicembre 1968) | Floyd Gottfredson, Bill Wright, Manuel Gonzales, Julius Svendsen, Frank Grundeen, Dick Hall, Mike Arens | Floyd Gottfredson, Bill Wright, Manuel Gonzales, Julius Svendsen, Frank Grundeen, Dick Hall, Carson Van Osten e Larry Mayer | Da YM 55-10-05 a YM 75-11-15 |